# Villeneuve-la-Comtesse

Villeneuve-la-Comtesse este o comună în departamentul Charente-Maritime, Franța. În 1 ianuarie 2022 avea o populație de 745 de locuitori.